# Wolf-Dietrich Rost

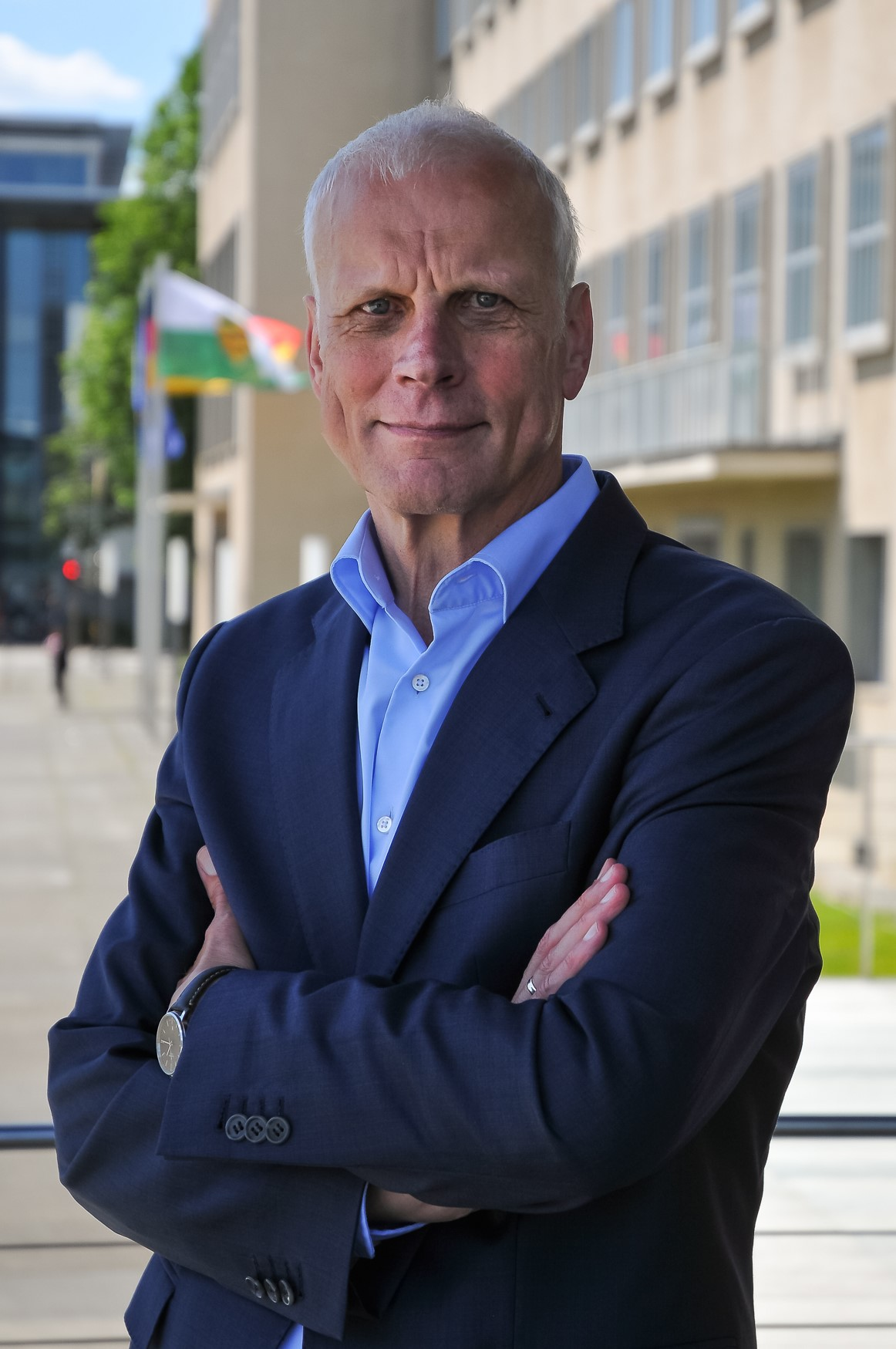
Wolf-Dietrich Rost (2020)

Wolf-Dietrich Rost (* 12. Dezember 1952 in Zipsendorf) ist ein deutscher Politiker (CDU). Seit 2009 ist er Abgeordneter im Sächsischen Landtag.

## Leben
Wolf-Dietrich Rost ist evangelischer Konfession, verheiratet und hat eine erwachsene Tochter.
Rost machte von 1969 bis 1971 eine Ausbildung zum Tischler und war bis 1974 in diesem Beruf tätig. Im Anschluss absolvierte er bis 1977 ein Ingenieurstudium in Dresden. Nach dem Studium arbeitete er bis 1990 als Ingenieur für Holztechnik und Technischer Leiter in Leipzig. Von 1991 bis 2000 war er Geschäftsführer einer kommunalen Wohnungsgesellschaft in Markkleeberg und einer Wohnungsgenossenschaft in Leipzig. Im Anschluss wechselte er in die Selbständigkeit, wo er als Geschäftsführer in Unternehmensberatung und Stadtentwicklung tätig war.

## Politik
Rost engagierte sich in der Zeit der friedlichen Revolution 1989 aktiv im Neuen Forum. Von 1990 bis 1998 war er Mitglied der Deutschen Sozialen Union und trat 1999 der CDU bei. Von 1990 bis 2014 war er Stadtrat in Leipzig. Zwischen 1999 und 2009 war er stellvertretender Vorsitzender der CDU-Fraktion im Stadtrat sowie Vorsitzender des Sportausschusses. Hier bereitete er große Veranstaltungen wie das 31. Deutsche Turnfest 2002, die Olympiabewerbung Leipzigs 2004 und die Fußball-Weltmeisterschaft 2006 mit vor. Seit 2002 ist er Vorsitzender des CDU-Ortsverbandes Leipzig-Nord.
Bei der Landtagswahl in Sachsen 2009 zog er als direkt gewählter Abgeordneter des Wahlkreises Leipzig 6 für die CDU in den Landtag von Sachsen ein. Dort übernahm er neben der Mitgliedschaft im Ausschuss für Schule und Sport zugleich die Aufgabe des Sportpolitischen Sprechers der CDU-Landtagsfraktion.
Bei der Landtagswahl 2014 wurde er erneut über das Direktmandat im Wahlkreis Leipzig 6 in den Landtag gewählt und nahm daraufhin an den Koalitionsverhandlungen teil, wobei er maßgeblich das Thema Sport verhandelte.
Bei der Landtagswahl 2019 wurde er im Wahlkreis Leipzig 6 mit 27,1 % Prozent der Direktstimmen erneut zum Wahlkreisabgeordneten gewählt. Daraufhin nahm er erneut federführend für den Bereich Sport an den Koalitionsverhandlungen von Seiten der CDU teil. In der Legislaturperiode 2019–2024 war er Mitglied im Ausschuss für Inneres und Sport sowie im Ausschuss für Schule und Bildung. Außerdem gehörte er dem Petitionsausschuss an und war auch in dieser Legislatur Sportpolitischer Sprecher der CDU-Landtagsfraktion.
Rost trat bei der Landtagswahl 2024 im Wahlkreis Leipzig 3 an und erreichte mit 29,8 % Prozent der Direktstimmen das Direktmandat des Wahlkreises. Zu Beginn der konstituierenden Sitzung des 8. Sächsischen Landtags am 1. Oktober 2024 fungierte er als Alterspräsident.

## Positionen im Ehrenamt
Wolf-Dietrich Rost engagiert sich auch im Ehrenamt. Im Zuge seiner Tätigkeit als Leipziger Stadtrat war er über Jahre in den Aufsichtsräten städtischer Unternehmen und Verbände aktiv. Dazu gehörten unter anderem die Sparkasse Leipzig und der Zoo Leipzig. Des Weiteren ist er Gründungsmitglied bei Pro Leipzig e. V. und war langjähriges Vorstandsmitglied, wo er sich für die Förderung und nachhaltige Entwicklung kultureller Werte in Leipzig und Sachsen einsetzt. Er ist Ehrenmitglied des Sportvereins KFC Leipzig. Als Geschäftsführer des Richard-Wagner-Kuratoriums gestaltete und koordinierte Rost das Jubiläumsjahr Wagners im Jahr 2013, dessen Initiator er ebenfalls im Stadtrat war. Außerdem war Rost im Laufe seiner zweiten Legislaturperiode im Sächsischen Landtag Mitglied des Kuratoriums der Sächsischen Kulturstiftung und des Kuratoriums der Landeszentrale für Politische Bildung. Darüber hinaus ist er aktuell Mitglied des Kuratoriums der Stiftung Sporthilfe Sachsen. Seit 2018 ist er Vorstandssprecher des Sportwissenschaftliche Gesellschaft Sachsen e. V.

## Publikationen
- mit Thomas Nabert, Nannette Jackowski: Sportforum Leipzig. Geschichte und Zukunft. Pro Leipzig, Leipzig 2004, ISBN 3-936508-02-X.
- mit Thomas Nabert (Hrsg.), Andreas Berkner: Ins Leipziger Land mit dem Rad. Pro Leipzig, Leipzig 2004, ISBN 3-936508-04-6.
- Thomas Nabert (Hrsg.): Quer durch Leipzig mit dem Rad. Pro Leipzig, Leipzig 2006, ISBN 3-9807201-5-2.

## Belege
1. ↑  Landtagswahl Sachsen 2019 Ergebnisse Wahlkreis Leipzig 6, abgerufen am 2. September 2019.
2. ↑  Referat Kommunikation und Öffentlichkeitsarbeit: Wahlergebnisse - Wahlen - sachsen.de. Abgerufen am 22. September 2024.
3. ↑  Sachsen: Landtag wählt Präsidium – BSW- und SPD-Kandidat brauchen mehrere Anläufe. In: Der Spiegel. 1. Oktober 2024, ISSN 2195-1349 (spiegel.de [abgerufen am 1. Oktober 2024]).

| Personendaten    | Personendaten                  |
| ---------------- | ------------------------------ |
| NAME             | Rost, Wolf-Dietrich            |
| KURZBESCHREIBUNG | deutscher Politiker (CDU), MdL |
| GEBURTSDATUM     | 12. Dezember 1952              |
| GEBURTSORT       | Zipsendorf                     |